# Richard Ofori (goleiro)
Richard Ofori (1 de novembro de 1993) é um futebolista profissional ganês que atua como goleiro.

## Carreira
Richard Ofori fez parte do elenco da Seleção Ganesa de Futebol na Campeonato Africano das Nações de 2017.